# Europapokal der Landesmeister (Handball) der Frauen 1982/83
Der Europapokal der Landesmeister 1982/83 war die 22. Austragung des Wettbewerbs, an der 23 Handball-Vereinsmannschaften aus 22 Ländern teilnahmen. Diese qualifizierten sich in der vorangegangenen Saison in ihren Heimatländern für den Europapokal. Im Finale setzte sich Spartak Kiew gegen Vorjahresfinalist RK Radnički Belgrad durch und gewann damit zum neunten Mal den Pokal.

## Vorrunde
|                              | Gesamt  |                  | Hinspiel | Rückspiel |
| ---------------------------- | ------- | ---------------- | -------- | --------- |
| Spartacus Budapest           | 90:15   | Aris Nikea       | 48:90    | 42:60     |
| Almada Atlético Clube        | 30:43   | ATV Basel-Stadt  | 09:18    | 21:25     |
| Stockholmspolisens IF        | 59:16   | Helsingfors IFK  | 29:50    | 30:11     |
| Skjeberg IF                  | 45:20   | Neistin Tórshavn | 24:11    | 21:90     |
| Maccabi Harazim Ramat Gan    | [ V 1 ] | TACSK Istanbul   | :        | :         |
| US Dunkerque                 | 59:15   | HC Bascharage    | 21:70    | 34:80     |
| Club Balonmano Íber Valencia | 56:21   | HCE Tongeren     | 28:14    | 28:70     |

1. ↑  Maccabi Harazim Ramat Gan kam kampflos weiter

RK Radnički Belgrad, Start Bratislava, Swift Roermond, TSV Bayer 04 Leverkusen, AIA Tranbjerg, Spartak Kiew, ASK Vorwärts Frankfurt/O., Hypobank Südstadt und Titelverteidiger Vasas Budapest hatten ein Freilos und stiegen damit direkt in das Achtelfinale ein.

## Achtelfinale
|                       | Gesamt |                              | Hinspiel | Rückspiel |
| --------------------- | ------ | ---------------------------- | -------- | --------- |
| Stockholmspolisens IF | 51:24  | Maccabi Harazim Ramat Gan    | 23:12    | 28:12     |
| RK Radnički Belgrad   | 49:39  | Club Balonmano Íber Valencia | 29:19    | 20:20     |
| ATV Basel-Stadt       | 27:59  | Start Bratislava             | 18:32    | 09:27     |
| Skjeberg IF           | 32:43  | Vasas Budapest               | 16:21    | 16:22     |
| Swift Roermond        | 25:29  | TSV Bayer 04 Leverkusen      | 12:13    | 13:16     |
| AIA Tranbjerg         | 30:38  | Spartacus Budapest           | 15:17    | 15:21     |
| Spartak Kiew          | 43:27  | ASK Vorwärts Frankfurt/O.    | 26:11    | 17:16     |
| Hypobank Südstadt     | 48:29  | US Dunkerque                 | 25:13    | 23:16     |

## Viertelfinale
|                         | Gesamt |                     | Hinspiel | Rückspiel |
| ----------------------- | ------ | ------------------- | -------- | --------- |
| Vasas Budapest          | 35:32  | Spartacus Budapest  | 14:16    | 21:16     |
| Start Bratislava        | 38:45  | RK Radnički Belgrad | 21:19    | 17:26     |
| TSV Bayer 04 Leverkusen | 32:24  | Hypobank Südstadt   | 17:10    | 15:14     |
| Stockholmspolisens IF   | 25:44  | Spartak Kiew        | 12:19    | 13:25     |

## Halbfinale
|                | Gesamt |                         | Hinspiel | Rückspiel |
| -------------- | ------ | ----------------------- | -------- | --------- |
| Vasas Budapest | 48:54  | RK Radnički Belgrad     | 26:22    | 22:32     |
| Spartak Kiew   | 71:28  | TSV Bayer 04 Leverkusen | 34:11    | 27:17     |

## Finale
Das Hinspiel fand am 24. April 1983 in Belgrad und das Rückspiel am 1. Mai 1983 in Kiew statt.
|                     | Gesamt |              | Hinspiel | Rückspiel |
| ------------------- | ------ | ------------ | -------- | --------- |
| RK Radnički Belgrad | 36:48  | Spartak Kiew | 19:23    | 17:25     |